# Flora Brasiliensis
Flora de Brasil (en latín: Flora Brasiliensis, abreviado Fl. Bras.) es una obra de 15 volúmenes sobre plantas brasileñas, publicado en Alemania entre 1840 a 1906 por los naturalistas Carl Friedrich Philipp von Martius, August Wilhelm Eichler, Ignatz Urban, con la participación de 65 especialistas y el patrocinio de los emperadores de Austria, Brasil y por el rey de Baviera. 

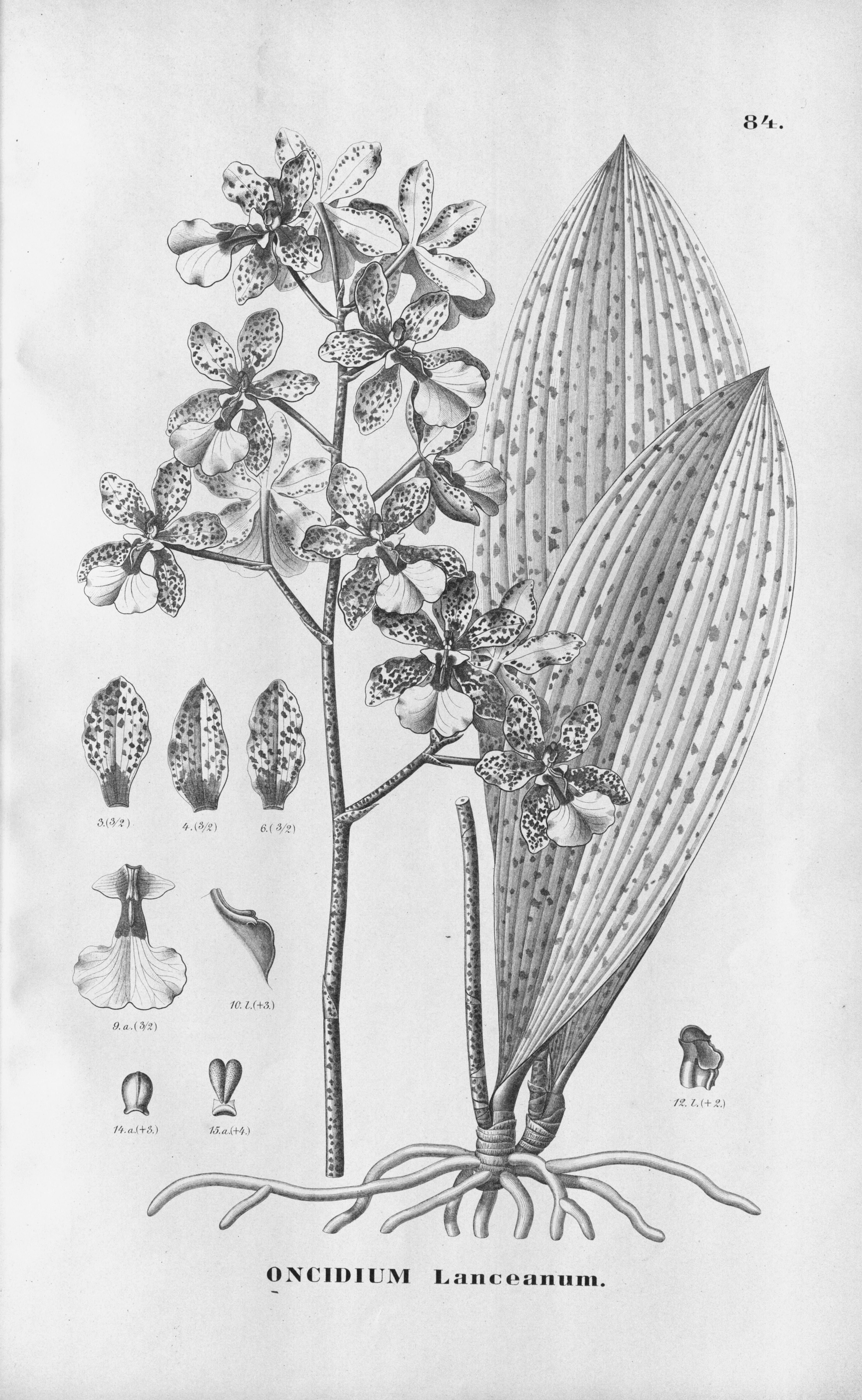
Ilustración de una orquídea.

Está centrada en la descripción y en la taxonomía, abarcando 22.767 especies, sobre todo angiospermas brasileñas. Está escrita en latín, e incluye 3.811 litografías
La obra fue comenzada por Stephan Endlicher and Martius.
Von Martius completó 46 de los 130 fascículos antes de su muerte en 1868, terminándose con la monografía en 1906. 
Esta obra fue el corolario a las expediciones por Brasil de Martius y de Johann Baptiste von Spix de 1817 a 1820.

## Estructura de la obra
- 15 volúmenes
  - 40 partes
    - 10.367 páginas.[4]